# Shijimiaeoides barine
Shijimiaeoides barine är en fjärilsart som beskrevs av John Henry Leech 1893. Shijimiaeoides barine ingår i släktet Shijimiaeoides och familjen juvelvingar. Inga underarter finns listade i Catalogue of Life.